# Swallow New Swallow
Die Swallow New Swallow ist ein Doppeldecker, der in den 1920er Jahren von der US-amerikanischen Swallow Airplane Manufacturing Company gebaut wurde.

## Entwicklung
Die Swallow Airplane Manufacturing Company entstand 1923 durch eine Umorganisation der E. M. Laird Company in Wichita (Kansas), nachdem der Gründer E. M. Laird das Unternehmen verlassen hatte. Hauptaktionär war weiterhin „Jake“ Moellendick, Walter Beech wurde zum Verantwortlichen für sämtliche Außendienste ernannt, während Lloyd Stearman zum Chefkonstrukteur aufstieg. Stearmans erste Aufgabe war die Konstruktion der New Swallow als Nachfolger der Laird Swallow.
Die 1924 vorgestellte New Swallow war insgesamt etwas kleiner als die Laird Swallow und unterschied sich vor allem im Tragflächenaufbau, der jetzt nur noch einstielig, statt wie vorher zweistielig ausgeführt war. Dies diente vor allem der Vereinfachung von Wartung und Betrieb. Der weiterhin dreisitzige Doppeldecker unterschied sich von der früheren Swallow auch durch ein vollständig verkleidetes Triebwerk und ein Einzelachsfahrwerk.
Etwa fünfzig Einheiten wurde gefertigt, bevor die Konstruktion 1926 verbessert wurde. Der Einführungspreis lag bei 3.500 US-Dollar und wurde Ende 1926 auf 2.485 US-Dollar reduziert.
1927 wurde die von Waverly Stearman konstruierte Swallow OX-5 vorgestellt. Ihre Tragflächen verfügten über ein USA-27-Profil und N-förmige Verstrebungen. Das Curtiss-OX-5-Triebwerk der New Swallow wurde beibehalten. Viele Swallows wurden später mit stärkeren Triebwerken wie dem Wright J-5 mit 225 PS (165 kW) oder dem Continental R-670 aufgerüstet.

## Versionen
New SwallowAngetrieben von einem Curtiss OX-5 mit 90 PS (66 kW); 50 Exemplare gebaut von 1924 bis 1926
OX-5 SwallowAngetrieben von einem Curtiss OX-5 mit 90 PS (66 kW). Die seit Anfang 1927 erforderliche Musterzulassung (Approved Type Certificate) erhielt die OX-5 Swallow im Dezember 1927 unter der Nummer A.T.C.#21. Etwa 250 Exemplare gebaut ab 1927
J-5 SwallowAngetrieben von einem Wright J-5 mit 225 PS (165 kW); Metallpropeller, Bremsen, größerer Treibstofftank und individuelle Lackierung
Hisso SwallowAngetrieben von einem Hispano-Suiza-8Aa-Motor (Hisso A) mit 150 PS (110 kW)

## Nutzung
Die dreisitzige Swallow wurde sowohl von kleinen Unternehmen als auch von neugegründeten Regionalfluglinien wie der Varney Air Lines eingesetzt. Die Fluglinien nutzten die Flugzeuge, um Post auf den kurz zuvor eingeführten Luftpostrouten zu transportieren. Von den mit stärkeren Motoren aufgerüsteten Maschinen existieren noch wenige flugfähige Exemplare. Eins davon ist auf dem Wittman Regional Airport in Oshkosh in Wisconsin stationiert und wird dort für kommerzielle Rundflüge eingesetzt.

## Technische Daten (New Swallow)
| Kenngröße             | Daten                          |
| --------------------- | ------------------------------ |
| Besatzung             | 1                              |
| Passagiere            | 2                              |
| Länge                 | 7,26 m                         |
| Spannweite            | 9,96 m                         |
| Nutzlast              | 342 kg                         |
| Reisegeschwindigkeit  | 74 kn (137 km/h)               |
| Höchstgeschwindigkeit | 87 kn (161 km/h)               |
| Reichweite            | 390 NM (722 km)                |
| Triebwerk             | Curtiss OX-5 mit 90 PS (66 kW) |